# دانيال غونكل
دانيال غونكل (بالألمانية: Daniel Gunkel)‏ (17 يونيو 1980 بفرانكفورت في ألمانيا - ) هو لاعب كرة قدم ألماني في مركز الوسط. لعب مع آينتراخت فرانكفورت وإنيرجي كوتبوس وفيهين فيسبادن وكيكرز أوفنباخ وماينتس 05 ونادي بانيتوليكوس وEintracht Frankfurt II ‏ ونادي كوبلنتس ونادي درسدن ‏ ونادي بروسيا مونستر وBSV Schwarz-Weiß Rehden ‏.

## روابط خارجية
- دانيال غونكل على موقع قاعدة بيانات كرة القدم.إي يو (الإنجليزية)
- دانيال غونكل على موقع بيانات كرة القدم. دي إي (الألمانية)
- دانيال غونكل على موقع عالم كرة القدم.نت (الإنجليزية)